# Гридень (минный крейсер)
«Гридень» — минный крейсер типа «Казарский» Черноморского флота, шестой, построенный по проекту Шихау. С 1909 года в ведении Флотилии пограничной стражи.

## Строительство
Зачислен в списки флота 21 декабря 1891 года. Строился на Николаевском казённом заводе под наблюдением старших строителей Торопова и Фёдорова. Строительство начато 19 ноября 1891 года. 4 сентября 1892 года в присутствии генерал-адмирала Алексея Александровича состоялась официальная закладка крейсера. Спущен на воду 31 октября 1893 года. В октябре носовая часть была подвергнута переделке с целью улучшения мореходности. В июне 1895 года были проведены швартовые испытания, после чего крейсер вышел в первый поход. В октябре того же года крейсер перешёл в Севастополь для сдаточных испытаний.

## История корабля
15 ноября 1905 года команда крейсера присоединилась к восставшему крейсеру «Очаков». В восстании «Гридень» не принимал активного участия и после начала обстрела мятежников спустил красный флаг.
10 октября 1907 года «Гридень» был переклассифицирован из минных крейсеров в посыльные суда.
31 мая 1908 года корабль был передан во флотилию пограничной стражи. Со 2.06.1909  крейсер 25-й Черноморской бригады пограничной стражи.
По данным на 1 января 1914 года «Гридень» по-прежнему был пограничным кораблём и дислоцировался в Сухуме.

## Командиры
- 01.01.1893 — xx.xx.1893 — капитан 2-го ранга Писаревский, Сергей Петрович
- xx.xx.1893 — 01.01.1895 — капитан 2-го ранга Прокопович, Евгений Васильевич
- 01.01.1895 — xx.xx.1896 — капитан 2-го ранга Нельсон-Гирст, Павел Фомич
- 14.05.1896 — 11.08.1897 — капитан 2-го ранга Скаловский, Александр Николаевич
- 11.08.1897 — хх.хх.1898 — капитан 2-го ранга Юрковский, Владимир Николаевич
- хх.хх.1898 — 06.12.1899 — капитан 2-го ранга Гузевич, Илья Емельянович
- 06.12.1899 — 01.01.1901 — капитан 2-го ранга Мязговский, Александр Иванович
- 15.01.1901 — хх.хх.1902 — капитан 2-го ранга фон Мореншильд, Владимир Александрович
- 14.04.1902 — 01.01.1904 — капитан 2-го ранга Колюпанов, Павел Васильевич
- 01.01.1904 — хх.хх.1904 — капитан 2-го ранга Бойсман, Владимир Арсеньевич
- 15.11.1904 — 13.08.1907 — капитан 2-го ранга Степанов, Вениамин Васильевич
- 2.06.1909 – 1910 — капитан-лейтенант ОКПС Бровцын, Александр Алексеевич.